# Spathuliger coquerelii
Spathuliger coquerelii là một loài bọ cánh cứng trong họ Cerambycidae.